# Антипово (Ленінградська область)
Антипово (рос. Антипово) — присілок у Волховському районі Ленінградської області Російської Федерації.
Населення становить 1 особу. Належить до муніципального утворення Селівановське сільське поселення.

## Історія
Згідно із законом № 56-оз від 6 вересня 2004 року належить до муніципального утворення Селівановське сільське поселення.

## Населення
| 2007 | 2010 | 2017 |
| ---- | ---- | ---- |
| 1    | ↘0   | ↗1   |